# Birkkarhütte
Die Birkkarhütte ist eine unbewirtschaftete Notunterkunft der Kategorie I der Sektion Männer-Turnverein München des Deutschen Alpenvereins.

## Lage
Die Hütte steht am Schlauchkarsattel (2623 m ü. A.) in der Hinterautal-Vomper-Kette des Karwendelgebirges auf einer Höhe von 2635 m ü. A. zwischen der Birkkarspitze und der Östlichen Ödkarspitze.

## Geschichte
Bereits 1913 wurden die Baumaterialien für eine kleine Hütte auf einem Joch zwischen Birkkarspitze und der Ödkarspitze deponiert. Aufgrund des Ersten Weltkrieges konnte die Hütte allerdings erst im Herbst 1919 gebaut werden. Die ursprünglich für Allerheiligen 1919 geplante Einweihung musste aufgrund starken Schneefalls auf das Frühjahr 1920 verschoben werden.
Bei der ursprünglichen Hütte war der Aufenthaltsraum durch einen kleinen Vorraum von der Eingangstüre getrennt sowie eine doppelte Holzverschalung angebracht, was auch bei windigem Wetter für verhältnismäßig hohe Temperaturen sorgen sollte. Des Weiteren verfügte die Hütte über gepolsterte Schlafbretter und Wolldecken.
2001 wurde die desolate Hütte komplett erneuert. Die neue Hütte wurde ebenfalls in massiver Holzbauweise errichtet.

## Nachbarhütten
- Karwendelhaus
- Hallerangerhaus

## Touren
- Birkkarspitze (2749 m)
- Hochalmkreuz (2198 m)
- Ödkarspitzen (über den Brendelsteig)

## Karten
- Alpenvereinskarte Blatt 10 Karwendelgebirge Nordwest – Soierngruppe (1:25.000), ISBN 978-3-937530-38-3